# Sertularelloides cylindritheca
Sertularelloides cylindritheca is een hydroïdpoliep uit de familie Thyroscyphidae. De poliep komt uit het geslacht Sertularelloides.